# Patentblauw V
Patentblauw V is een donkerblauwe synthetische triarylmethaankleurstof. Als additief is het in de EU toegestaan onder E-nummer E131 maar in enkele andere landen, zoals Australië en de VS is het verboden.
In de geneeskunde wordt de stof gebruikt in de lymfangiografie als kleurstof voor lymfevaten.

## Toxicologie en veiligheid
Patentblauw V wordt afgeraden voor mensen met astma en voor hyperactieve kinderen. De stof kan bij een kleine groep mensen sterke allergische reacties teweegbrengen.